# فلوسیو
فلوسیو (به ایتالیایی: Flussio) یک کومونه در ایتالیا است که در استان اریستانو واقع شده‌است.

## خصوصیات
فلوسیو ۶٫۹ کیلومترمربع مساحت و ۴۹۲ نفر جمعیت دارد و ۳۰۵ متر بالاتر از سطح دریا واقع شده‌است.